# Yamatokōriyama
Yamatokōriyama (大和郡山市?) è una città giapponese della prefettura di Nara. È attraversata da due fiumi, il Saho e il Tomio, che si fondono dando vita al fiume Yamato.